# Abdelkader Mohcène Bensahnoun
Abdelkader Mohcène Bensahnoun est un footballeur international algérien né le 13 janvier 1973 à Mascara. Il évoluait au poste de gardien de but.

## Biographie
Bensahnoun reçoit trois sélections en équipe d'Algérie lors de l'année 2000. Il joue son premier match en équipe nationale le 26 mai 2000, en amical contre le Burkina Faso (victoire 2-0). Il joue son dernier match le 28 juin 2000, en amical contre la Tunisie (score : 2-2).
En club, il joue principalement en faveur de l'ASO Chlef et du MO Constantine. A deux reprises, il se classe sur le podium du championnat d'Algérie avec l'équipe de Constantine, en 1999 puis en 2000.

## Palmarès
- Champion d'Algérie de D2 (Groupe Centre-Est) en 2003 avec l'US Chaouia .